# Programme de transition
Le Programme de transition (titre complet : Programme de transition ou l'agonie du capitalisme et les tâches de la IVe Internationale), sous-titré : La mobilisation des masses autour des revendications transitoires comme préparation à la prise du pouvoir, a été écrit en russe à l'origine par Léon Trotsky et publié en plusieurs langues en 1938. C'est le document fondateur et le programme de la IVe Internationale, créée aussi en 1938.

## Le contexte historique
La publication du Programme de transition en 1938 s'inscrit dans la période de la fin des années 1930. En URSS, dont Trotsky est un ancien dirigeant de la révolution d'Octobre 1917, les procès de Moscou et les purges staliniennes ont détruit ceux qu'on appelle les « vieux bolcheviks ». En Chine, la révolution chinoise a été écrasée voici 11 ans. En Italie, Mussolini est au pouvoir depuis 14 ans, en Allemagne, Hitler est chancelier du IIIe Reich depuis 5 ans et en Espagne, la République lutte contre les armées du général Franco.
Dans ce contexte, Trotsky estime qu'il n'existe plus de direction politique révolutionnaire du prolétariat mondial. Il énonce que les anciennes Internationales ouvrières sont mortes ou passées du côté de l'ordre bourgeois, avec tous les partis politiques ouvriers qui en sont membres dans chaque pays.
Partant de ce constat politique, il veut donc donner un cadre programmatique clair aux forces révolutionnaires dans le monde, fondé sur l'expérience historique du prolétariat international, ses victoires et ses défaites. Avec ce programme, il entend créer la IVe Internationale avant que ne surgisse la guerre mondiale qu'il annonce par ses analyses. C'est à ces objectifs politiques que répond la rédaction du Programme de transition, dit aussi par ses partisans « programme de la IVe Internationale ».

## LeProgramme de transition
Léon Trotsky, a voulu, dans ce texte, rassembler et synthétiser ce qui à ses yeux concentre l'expérience de la lutte révolutionnaire du prolétariat depuis son apparition dans l'Histoire, afin de déterminer un programme révolutionnaire adapté aux conditions qu'il énonce. De ce point de vue, le Programme de transition peut être considéré comme le dernier en date des programmes révolutionnaires internationaux.
Le texte lui-même est subdivisé en chapitres de différentes longueurs abordant les diverses questions stratégiques et tactiques que l'auteur relie à la lutte révolutionnaire émancipatrice internationale du prolétariat. Les deux premiers chapitres intitulés « les prémisses objectives de la révolution socialiste » et « le prolétariat et ses directions » abordent les points de départ essentiels qui seront le fil conducteur du reste du texte. L'auteur y pose les deux principes majeurs qui fondent le programme qui s'ensuit : le premier relève de l'analyse des conditions économiques et se concentre dans une des premières phrases du texte : « les forces productives de l'humanité ont cessé de croître ». Le second se retrouve en conclusion du premier chapitre et se résume ainsi : « la crise historique de l'humanité se réduit à la crise de la direction révolutionnaire » (sous-entendu : du prolétariat international).
Pour l'auteur, cette crise de la direction révolutionnaire du prolétariat et celle de l'humanité, qui se confondent donc d'un certain point de vue, seront résolues par la IVe Internationale et la réalisation du programme proposé au niveau mondial.
Les chapitres suivants sont constitués par les conclusions tactiques et stratégiques, présentées sous l'appellation de « revendications transitoires » qui découlent de ces deux principes fondamentaux. Ces revendications visent à assurer la « transition » - d'où le nom de ce texte - du capitalisme, analysé comme moribond, à une société communiste sans classe et sans État par la mobilisation révolutionnaire du prolétariat mondial contre les conséquences de l'agonie du capitalisme. Y sont abordés les revendications, tant politiques que sociales et économiques (voir le plan du Programme de transition ci-dessous), qui, tout en protégeant le prolétariat de la déchéance du capitalisme agonisant, jettent des ponts vers la révolution prolétarienne dont le but est l'expropriation des capitalistes et l'avènement progressif, sous forme de mesures de plus en plus résolument socialistes, de la société sans classe et sans État assurant le bien-être de toute l'humanité.
Ces « revendications transitoires » sont aussi spécifiées selon la forme de l'État et la situation économique particulière du pays donné. Il en est ainsi du cas de l'URSS, des États dominés par le fascisme et des pays colonisés et/ou économiquement arriérés. La place et le rôle des syndicats ouvriers, dans le contexte indiqué, y sont aussi développés, notamment la question de leur indépendance par rapport aux États, aux partis, au patronat et aux Églises.
Les 4 derniers chapitres du texte sont centrés sur les méthodes pratiques et les conceptions que l'auteur souhaite être les bases de fonctionnement de la IVe Internationale et de ses sections nationales. L'auteur y rejette ce qu'il considère avoir détruit les première, deuxième et troisième Internationales ouvrières. Il fixe les règles et principes qui régiront l'action de la IVe Internationale, lesquels se concentrent en ce qu'il nomme « le centralisme démocratique », à savoir « liberté complète dans la discussion, unité complète dans l'action ».

## Plan du texte duProgramme de transition
1. Les prémisses objectives de la révolution socialiste
2. Le prolétariat et ses directions
3. Programme minimum et programme de transition
4. Échelle mobile des salaires et échelle mobile des heures de travail
5. Les syndicats dans l'époque de transition
6. Les comités d'usine
7. Le « secret commercial » et le contrôle ouvrier sur l'industrie
8. L'expropriation dans certains groupes de capitalistes
9. L 'expropriation des banques privées et l'étatisation du système de crédit
10. Les piquets de grève, les détachements de combat, la milice ouvrière, l'armement du prolétariat
11. L'alliance des ouvriers et des paysans
12. La lutte contre l'impérialisme et contre la guerre
13. Le gouvernement ouvrier et paysan
14. Les soviets
15. Les pays arriérés et le programme des revendications transitoires
16. Le programme des revendications transitoires dans les pays fascistes
17. L'URSS et les tâches de l'époque de transition
18. Contre l'opportunisme et le révisionnisme dans les principes
19. Contre le sectarisme
20. Place à la jeunesse ! Place aux femmes travailleuses !
21. Sous le drapeau de la IVe Internationale